# رومانيا في الألعاب الأولمبية
رومانيا في الألعاب الأولمبية الألعاب الأولمبية هي حدث هام في الرياضة الرومانية، تقوم اللجنة الأولمبية الرومانية بالإشراف بشؤون مشاركة رومانيا في الألعاب الأولمبية، مشاركة رومانيا الأولى في الألعاب الأولمبية كانت في دورة 1900 في باريس عاصمة فرنسا، عادةً ما كانت تحتل رومانيا المراكز ال20 الأولى في كل دورة، حققت أفضل إنجاز لها في دورة 1984 في لوس أنجلوس في الولايات المتحدة، بعد أن فازت ب53 ميدالية منها 20 ميدالية ذهبية لتحتل المركز الثاني في ترتيب الميداليات بعد الولايات المتحدة، وأكثر الرياضات التي تنافست عليها رومانيا هي التجديف والجمباز وألعاب القوى والمصارعة والرماية والمبارزة وبدرجة أقل في السباحة ورفع الأثقال الجودو وكرة اليد والفروسية والرغبي وكرة الطائرة، في الألعاب الأولمبية الشتوية شاركت رومانيا بجميع الدورات ما عدا دورة 1924 و 1960 إلا أنه مع هذا فلم تنجح رومانيا إلا بالفوز بميدالية برونزية واحدة في دورة 1972.

## وصلات خارجية
- موقع اللجنة الأولمبية الخاص برومانيا